# ساخت‌گرایی (روان‌شناسی)
ساخت‌گرایی نظریه‌ای مربوط به آگاهی است که توسط ادوارد بردفورد تیچنر توسعه داده شد. این نظریه در قرن بیستم به چالش کشیده شد.
ساخت‌گرایان به‌دنبال تحلیل ذهن بزرگسالان (مجموع تمامی تجربیات از تولد تا به حال) بر حسب ساده‌ترین اجزای قابل تعریف تجربه هستند و پس از آن اینکه دریابند چگونه این اجزا با یکدیگر جفت می‌شوند تا تجربیات پیچیده‌تری را شکل دهند و همچنین اینکه چگونه با رویدادهای فیزیکی همبسته هستند. بدین منظور، ساخت‌گرایان درون‌نگری را بکار می‌گیرند: خوداظهاری حس‌ها، دیدگاه‌ها، احساسات و هیجانات.